# 山岡徹
山岡 徹（やまおか とおる）は福岡県出身の陶芸家。上野焼の流れを組む上野焼香春徹山窯の3代目山岡徹山。唐津焼の田中佐次郎に師事し陶芸の技術を学ぶ。現在は高麗茶碗（こうらいちゃわん）の研究をしつつ作陶に励む。
陶芸以外に、茶道（さどう）にも精通しており、平成15年には表千家久田宗也（ひさだそうや）より花押を授与される。
現在では、高麗茶碗の研究の第一人者である韓国の申翰均（しんはんぎゅん）と親交を深め研究を共に進めている。
2013年冬に公開された映画『利休にたずねよ』では、京都野村美術館館長の谷晃と韓国伝統工芸の申翰均（しんはんぎゅん）の両者より推薦を受け、東映から美術協力を依頼され映画の制作に参加する。同映画は、第37回モントリオール世界映画祭ワールドコンペティション部門にノミネートされ、最優秀芸術貢献賞を受賞した。

## 陶歴

### 陶歴
- 1989 日本現代工芸美術展初入選、以来10回入選
- 1990 唐津焼 田中佐次郎に師事
- 1991 大本山 永平寺にて受戒・得度
- 1999 日本現代工芸美術家協会　会員
- 2002 韓国慶尚南道　申正氏の窯にて高麗茶碗研究・作陶を始める
- 同年 静岡県立美術館で日中国文化正常化30周年を記念し、王伝峰と二人展を開催
- 同年 陶板 銘 「長江」 中国広東省人民政府所蔵
- 同年 花器 銘 「皇輝」 中国雲南省人民政府所蔵
- 同年 韓国慶尚南道 申翰均と芸術交流
- 2005 韓国へ高麗茶碗を中心とした陶器の研究調査
- 同年 韓国PSB釜山放送局十周年記念招待展BEXCOにて申二人展に友情出品する
- 同年  京都野村美術館にて上野香春焼茶陶開催
- 2006 京都にて公開シンポジューム「茶の湯 昨日 今日 明日」に講師として参加
- 同年 韓国大邱・晋州にて、山岡徹茶陶展開催
- 同年 日本の食器十人展出品
- 2008 京都野村美術館にて「高麗茶碗」についての講演
- 2009 韓国アウラ出版「高麗茶碗」に刷毛目茶碗が掲載
- 同年 韓国通度寺聖宝博物館に「上野会寧茶碗」が収蔵
- 2011 京都野村美術館にて韓国茶道文化展に茶道具を出品
- 2013 韓国東萊金鋼寺にて茶陶展
- 2013 映画『利休にたずねよ』（配給：東宝映画）にて美術協力を行う。劇中では「緑釉香合」「熊川茶碗」「伊賀耳付花入」等を製作[1]。